# Сиаманто
Сиаманто (з.-арм. Սիամանթօ, з.-арм. Արտյոմ Եարճանեան, настоящее имя Ато́м Ярджаня́н; 15 августа 1878, Акн, Османская империя — август 1915, Анкара, Османская империя) — армянский поэт, писатель, журналист и политик.

## Биография
Родился в городе Акн, Западная Армения.
В 1891 году переехал в Константинополь, где учился в местных семинариях.
В 1894—1896 — турецкий султан Абдул-Хамид II учинил в Константинополе и Сасуне резню армян. Предвидя эти события, друзья отца посоветовали вывезти совсем ещё юного Атома из тогдашней столицы Турции. Так будущий поэт впервые оказался в вынужденной эмиграции.
В 1896 году Ярджанян переехал в Египет, через год — в Женеву, где учился в местном колледже.
Жил также в Париже, Сорбонне и Бостоне.
В Европе установил тесные связи с «Союзом армянских студентов Европы» и армянскими национальными партиями. В общественно-литературной среде Константинополя, а затем Парижа сформировались его мировоззренческие и эстетические взгляды.
В 1908, после младотурецкого переворота, поэт возвращается в Константинополь. С целью ознакомления с жизнью армянских переселенцев, в 1909 он едет в США.
В 1911 — возвратился в Константинополь. В поисках путей решения волнующих его национальных вопросов в 1913 — посетил Восточную Армению, а также Тифлис и Баку.
Последняя его поездка была в Восточную Армению (1913—1914). Свою поездку поэт завершил в Стамбуле, не подозревая, что этот город для него станет Голгофой.
В расцвете творческих и жизненных сил, наряду с лучшими представителями интеллигенции Комитасом, Даниэлем Варужаном, Рубеном Севаком, Григором Зохрабом, Еруханом, Келекяном и многими другими, был арестован, а через несколько месяцев зверски убит и Сиаманто.

## Творчество
С 1897 года — жил в Женеве, где учился в местном колледже, затем учился в Сорбонне (Париж), много ездил по странам Западной Европы. Именно в Женеве в 1901 году вышел его первый сборник стихов — «Героическое», где впервые в армянской поэзии поднята до вершин высокой литературы тема резни армян в Османской империи.
Сиаманто начал писать с 1891 года, в 1902 в Париже вышел его первый поэтический сборник — «Богатырское».
Издал несколько сборников (Факелы агонии и надежды, 1907; Кровавые вести от друга, 1909; Зов родины, 1910), поэмы «Святой Месроп» (1913), «Андраник», ещё при жизни был переведен на ряд европейских языков.

### Сборники стихов
- Героическое. Париж. 1902
- Дети армян (1905, 1906, 1908)
- Факелы агонии и надежды (1907)
- Кровавые вести от друга (1909)
- Зов родины (1910)
- Из западноармянской поэзии. Сборник. Ер., 1979
- Лоза гнева. Сборник. Пер. В. Топорова. 1987

### Поэмы
- Святой Месроп. Тифлис. 1913
- Андраник

### Публикации на иностранных языках
- Siamanto, Hayordinere (Paris, 1908)
- Siamanto, Hayordinere: Arajin Shark (Zhenev: Kentronakan Tparan, 1905)
- Siamanto, Entir Erker [Selected Works] (Tehran: Sasun Hratarakchutiun, 1983).
- Siamanto. Amboghjakan Erker [Complete Works] (Antelias: Tparan Kilikiots Katoghikosutean [Press of the Catholicossate of Cilicia], 1989).
- Earchanean-Siamanto, Atom. Amboghjakan Gortse [Complete Poems] (Boston, MA: Hairenik Press, 1910).
- Siamanto, Complete Poems (Delmar, NY: Caravan Books, 1979).

## Источник
- Э. М. Джрбашян (авт. вступ. ст.), М. Г. Джанполадян (сост., биогр. справки, примеч.), А. С. Шарурян (сост.), Е. М. Николаевская (ред.). Армянские поэты нового времени. — Ленинград: Советский писатель, 1983. — 562 с.